# Palpimanoidea
Palpimanoidea es una superfamilia de arañas araneomorfas, con tres familias de arañas de ocho ojos:
- Huttoniidae: con 1 género y 1 especie
- Palpimanidae: con 15 géneros y 131 especies
- Stenochilidae: con 2 géneros y 13 especies